# 陈建明
陈建明（1958年9月—）籍贯不详，中国共产党及中华人民共和国官员。

## 生平
1977年6月参加工作，1984年12月加入中国共产党，大学本科学历，公共管理硕士。1982年1月到国务院机关事务管理局（简称国管局）工作，历任国管局办公室副主任、房地产管理司副司长、房地产管理司司长、中央国家机关公务员住宅建设服务中心主任兼中央国家机关住房制度改革办公室主任、中央国家机关公务员住宅建设服务中心主任。2008年8月，任国管局中央国家机关政府采购中心主任。2011年5月，任国管局办公室主任。2014年2月，任国管局副局长、党组成员。2016年5月，任国管局副局长、党组成员兼机关党委书记。